# Анастранґалія кривавонадкрила
Червінка червона (лат. Anastrangalia sanguinolenta, Linnaeus, 1758 = Anastrangalia sandoeensis Palm, 1953 = Corymbia sanguinolenta (Linnaeus) Pesarini & Sabbadini, 1994 = Leptura ignita Geoffroy, 1785 = Leptura melanura Stroem, 1765 nec Linnaeus, 1758 = Leptura variabilis DeGeer, 1775 = Leptura bonaeriensis Burmeister, 1865 = Marthaleptura sanguinolenta (Linnaeus) Ohbayashi, 1963 = Ophiostomis bonariensis (Burmeister) Bruch, 1912) — вид жуків з родини Скрипунові.

## Поширення
У хорологічному плані A. sanguinolenta належить до західнопалеарктичної групи видів у складі палеарктичного зоогеографічного комплексу. Вид широко розповсюджений по всій Європі, а також Росії, на Кавказі, Туреччині та в суміжних областях. У Карпатському регіоні A. sanguinolenta звичайний, широко розповсюджений  у гірських районах, і мало поширений у передгір’ях.

## Екологія
Вид дуже близький до А. dubia, зі схожим життєвим циклом, біологією, екологією тощо.  Прив’язаний до лісів утворених смерекою, а в передгір’ях — ялицею. Літ комах спостерігається з початку червня і триває до вересня, з максимумом у першій половині серпня. Імаго можна зустріти на квітах: арункусу, гадючника, арніки, чемериці та ін. Личинка розвивається у мертвій деревині смереки, зрідка ялиці.

## Морфологія

### Імаго
Дорослі комахи середнього розміру 8-12 мм завдовжки. Загальне забарвлення тіла чорне з яскраво-червоними надкрилами у самок і буро-жовтими у самців. Надкрила часто затемнені з боків, на вершинах та по шві — у самців, а у самок цілком яскраво-червоні. Передньоспинка, на відміну від А. dubia, вкрита негустими лежачими волосками, і не виглядає опушеною.

## Життєвий цикл
Життєвий цикл триває 2-3 роки.